# John Montagu, 2.º Duque de Montagu
John Montagu, 2.º Duque de Montagu, KG, KB, PC (1690 – 5 de julho de 1749), em 1745 criou um regimento de cavalaria que ficaria conhecido como os "Carabineiros de Montagu", que, entretanto, debandou depois da Batalha de Culloden.
Era filho de Ralph Montagu, 1.º Duque de Montagu com sua primeira esposa, Elizabeth Wriothesley. Era seu avô materno Thomas Wriothesley, 4.º Conde de Southampton. Em 17 de março de 1705, John casou-se com Lady Mary Churchill, filha de John Churchill, 1.° Duque de Marlborough.
Foi feito Cavaleiro da Jarreteira em 1719. Montagu era membro do famoso Hell-Fire Club fundado pelo Duque de Wharton. Foi Grão-Mestre da Primeira Grande Loja da Inglaterra em 1721, sucedendo George Payne. Foi também o primeiro Grande Mestre da Ordem do Banho, em 1725. Famoso pela sua obra de caridade, entre seus feitos está o financiamento dos estudos de dois estudantes negros, Ignatius Sancho e Francis Williams, que fora enviado a Universidade de Cambridge.